# Fantine Thó
Fantine Rodrigues Thó (født 15. februar 1979) er en sanger og sangskriver fra Brasilien. Hun blev kendt for Rouge. Da gruppen blev opløst, forfulgte hun en solokarriere.

## Pladeudgivelser
- 2009: Rise
- 2015: Dusty But New